# Eptimum
Eptimum est une entreprise française créée en 2007 et spécialisée dans la distribution numérique de produits dématérialisés (ESD). 

## Histoire
Créée en 2007 par Mourad Mehdi et d’autres anciens de chez Nexway et Softgallery, Eptimum a développé des plateformes de vente de logiciels et un pôle dédié au Digital Publishing. 
En 2009, la société prend en charge la boutique officielle du site Bitdefender.fr pour les pays francophones  en marque blanche. 
La société commence à adresser en 2011 le marché BtoB. Ses effectifs sont doublés.
En 2014 un partenariat est signé avec l’éditeur américain Adobe pour la distribution de ses produits en téléchargement.